# Clifford Crowley
Clifford Crowley   (Winnipeg, 13 de juny de 1906 - Winnipeg, 27 d'abril de 1948) va ser un jugador d'hoquei sobre gel canadenc que va competir durant la dècada de 1930.
Amb el Winnipeg Hockey Club guanyà l'Allan Cup de 1931. El 1932 va prendre part en els Jocs Olímpics de Lake Placid, on guanyà la medalla d'or en la competició d'hoquei sobre gel.